# BRD Tower
BRD Tower - budynek biurowy klasy A, czwarty pod względem wysokości w Bukareszcie (87 metrów). Należy do rumuńsko-francuskiej grupy finansowej BRD - Groupe Société Générale.
Wieżowiec posiada 19 pięter oraz 37 tys. m², będąc jednym z największych w stolicy Rumunii. Pod ziemią znajdują się 3 kolejne kondygnacje, służące za parkingi. Położony jest przy Piața Victoriei.